# 베일오브화이트호스

베일오브화이트호스의 위치

베일오브화이트호스(영어: Vale of White Horse)는 잉글랜드 옥스퍼드셔주에 위치한 비도시 자치구로 중심 도시는 애빙던온템스이며 인구는 124,852명(2014년 기준), 면적은 578.6km2이다.